# Pipide
Pipidele (Pipidae), numite și broaște fără limbă, este o familie de broaște acvatice lipsite de limbă răspândite în Africa la sud de Sahara și America de Sud tropicală la est de Anzi. Se cunosc 5 genuri și 30-41 de specii. Au lăsat fosile din cretacic (145,5 milioane -  65,5 milioane de ani în urmă) până în prezent. Lungimea adulților este de 2-20 cm. Corpul este turtit dorso-ventral. Au 6-8 vertebre presacrale; coastele prezente și libere la larve (mormoloci), dar contopite cu diapofizele vertebrelor la adulți; urostilul este sudat la vertebra sacrală, iar centura scapulară este de tip firmistern.
Pipidele din Africa (Xenopus, Silurana, Pseudhymenochirus și Hymenochirus) depun ouăle în apă din care eclozează larve mici (mormolocii). Femelele genului Pipa  (broasca fagure) din America de Sud depun ouăle cu ajutorul unui ovipozitor în formă de pungă pe spate, în mici adâncituri, unde se clocesc și din ele ies larve, a căror metamorfoză se petrece tot în alveolele din pielea mamei; din aceste alveole iese un pui asemănător cu adultul.
Broasca râioasă cu gheare (Xenopus laevis) din Africa tropicală este o broască de 8 cm lungime, cu degetele palmate, din care cele trei interne au un început de gheare; ea a fost folosită pentru diagnosticul gravidității, se injecta 1-2 cm3 din urina unei femei gravide în sacii limfatici ai broaștei, care după 9-10 ore depunea câteva ouă.

## Genuri

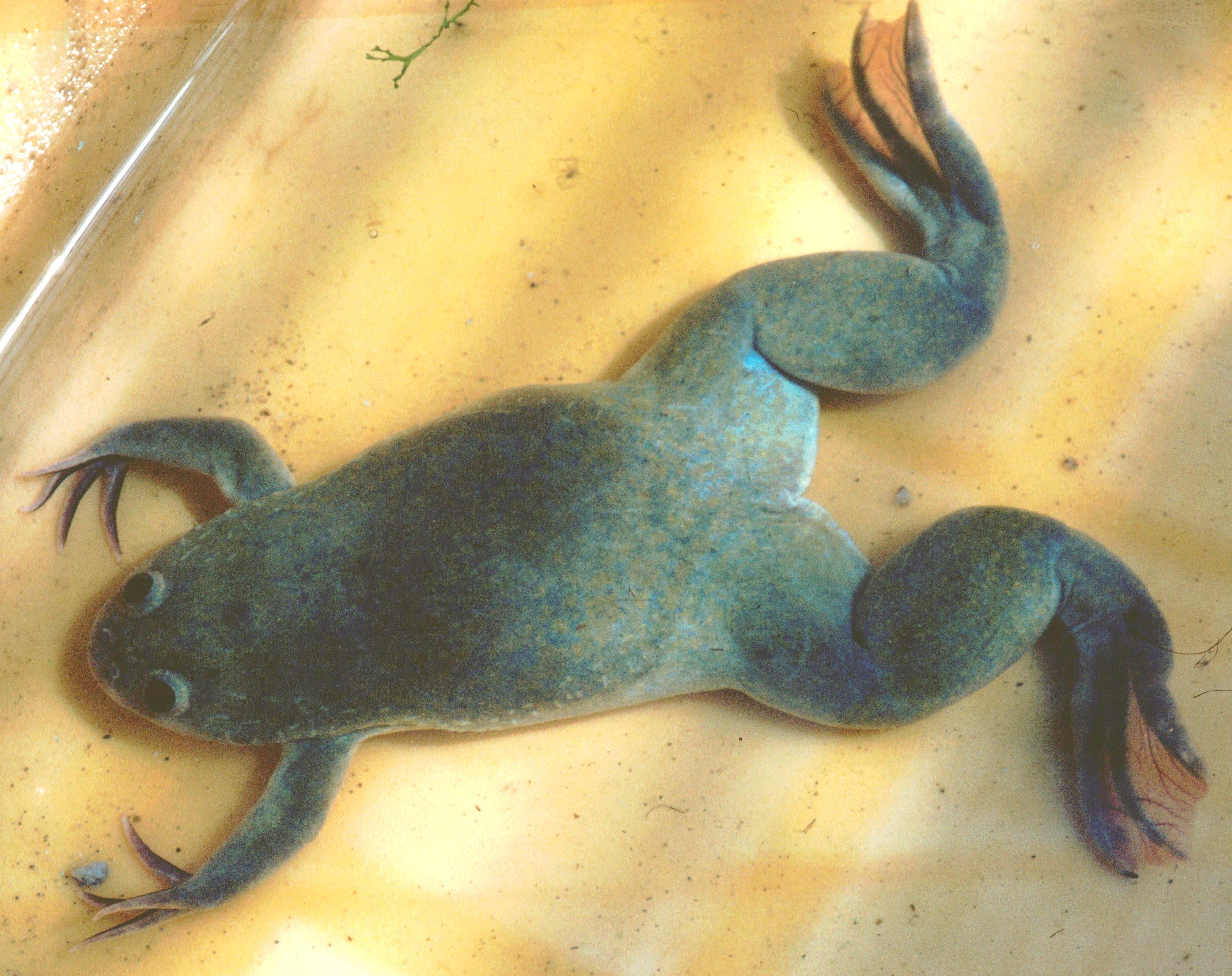
Broasca râioasă cu gheare (Xenopus laevis)

Familia Pipidae
- Hymenochirus
- Pseudhymenochirus
- Xenopus
- Silurana
- Pipa